# Konstantin Manaev

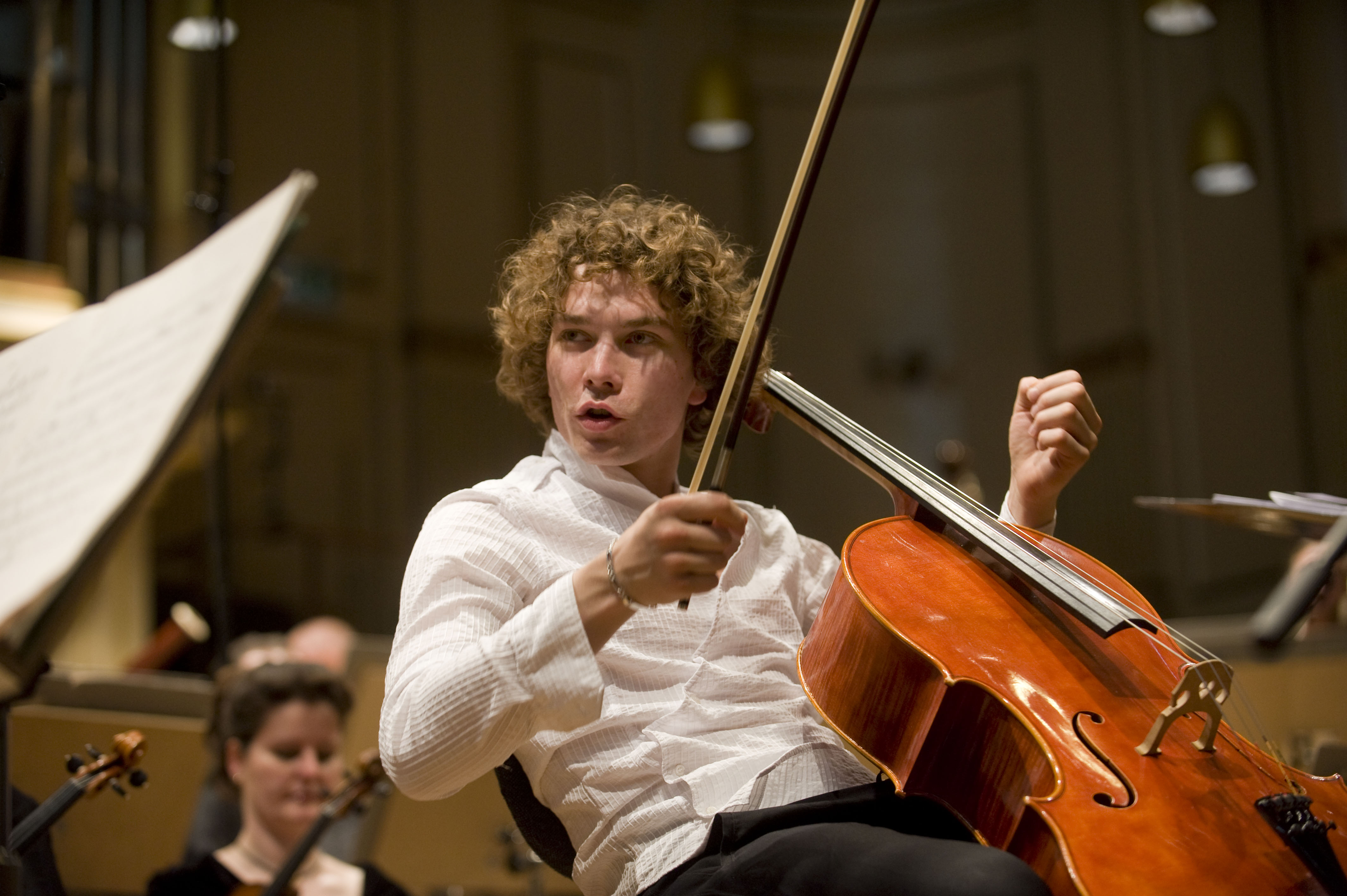
Konstantin Manaev (2010)

Konstantin Wladimirowitsch Manaev (russisch Константин Владимирович Манаев; * 27. September 1983 in Swerdlowsk) ist ein russisch-deutscher Musiker und Cellist.

## Leben
Der Sohn zweier Musiker spielt seit seinem siebten Lebensjahr Violoncello. Er studierte zunächst an der Spezialmusikschule des Moskauer Konservatoriums bei Kirill Rodin, danach an der Musikhochschule Münster und an der Hochschule für Musik Carl Maria von Weber Dresden bei Wolfgang Emanuel Schmidt sowie an der Musik-Akademie der Stadt Basel bei Ivan Monighetti. Manaevs Konzertrepertoire umfasst Werke des frühen Barock bis in die Moderne. Er tourt weltweit in Städten wie New York, Los Angeles, Moskau, Paris, Berlin, Zürich, Wien, Mailand, St. Petersburg und Tokio. Sein Orchesterdebüt in der Berliner Philharmonie gab er 2014 mit dem Berliner Camerata Kammerorchester. Sein Debüt in der Tonhalle Zürich mit Dmitri Schostakowitschs Cello-Konzert Nr. 1 unter Begleitung des Luzerner Sinfonieorchesters mit dem Dirigenten Daniel Cohen fand 2011 statt. Er spielt ein Cello von Johannes Theodorus Cuypers aus dem Jahr 1762 und ein modernes Instrument von Yury Pochekin.
Konstantin Manaev besitzt die deutsche Staatsbürgerschaft und lebt in Berlin.
Seit 2020 ist er Künstlerischer Leiter der Konzertreihe Fürstenwalder Musikzyklus in Fürstenwalde, Brandenburg. Im Jahr 2023 gründete er das Romberg Festival im Herrenhaus Harkotten von Korff, Sassenberg.

## Aufnahmen
- [Love Stories] – mit Danae Dörken. Werke von Astor Piazzolla, Johanna Doderer, Nikolai Kapustin; 2022, Ars Produktion
- [The Songs Of Our Neighbours] – mit Julia Smirnova, Violine. Werke von Zoltan Kodaly, Johanna Doderer, Ondrej Kukal; 2022, Ars Produktion
- Alexandra Filonenko «Obsession» – für Violoncello solo und live Elektronik, 2016, Fancy music
- Drei Cello Konzerte von Carl Philipp Emanuel Bach, mit Berliner Camerata, 2014, GWK records
- Oyan! Ali-Zadeh chamber music for cello – mit Franghiz Ali-Zadeh (Klavier), Alexander Matrosov (Akkordeon); 2009, GWK records
- Franz Wüllner, Variationen über ein Thema von Franz Schubert op. 39 für Violoncello und Klavier – mit Kateryna Titova (Klavier) 2003, Verlag Dohr